# Tropocyclops jerseyensis
Tropocyclops jerseyensis – gatunek widłonoga z rodziny Cyclopidae,. Nazwa naukowa tego gatunku skorupiaków została opublikowana w 1931 roku przez niemieckiego zoologa Friedricha Kiefera. Gatunek ten został ujęty w Katalogu Życia.